# Каракулов, Николай Захарович
Никола́й Заха́рович Каракулов (10 августа 1918, село Никольское, Бардымская волость, Осинский уезд, Пермская губерния, РСФСР — 10 марта 1988) — советский легкоатлет.
Заслуженный мастер спорта СССР (1947), заслуженный тренер РСФСР. Выступал за Лысьву — клуб «Металлург Востока» (по 1938), Москву — спортивное общество «Динамо» (1939—1950).
Чемпион Европы 1946 в беге на 200 м, 1950 в эстафете 4×100 м. 17-кратный чемпион СССР в беге на 100 м, 200 м и эстафете 4×100 м.

## Биография
Работал на Лысьвенском металлургическом заводе, выступал на различных соревнованиях.
В 1939 году переехал в Москву, где стал заниматься у Ивана Сергеева.
В 1943—1949 годах Каракулов только раз проиграл чемпионат СССР в беге на 100 м и 200 м: в 1945 году в споре с Петром Головкиным в обоих финалах спортсмены финишировали с одинаковым временем, и судьи определяли победителя по фотофинишу — в беге на 100 м после получасового совещания победу отдали Каракулову, а в беге на 200 м чемпионом стал Головкин. Тоже упорными были победы Каракулова над Леваном Санадзе в 1948 году на 100 м и над Владимиром Сухаревым в 1949 году на 100 м и 200 м.
В 1946 году Каракулов стал первым советским легкоатлетом-мужчиной, выигравшим чемпионат Европы; после сезона 1950 года, когда он стал чемпионом Европы в эстафете, ушёл из большого спорта.
Результаты Каракулова в беге на 100 м дважды входили в десятку лучших результатов сезона в мире (1944, 1948). В беге на 100 м он в 1948 году сразу на 0,2 с побил рекорд СССР Головкина, продержавшийся с 1940 года; в беге на 200 м в 1946 году дважды повторял рекорд Роберта Люлько, установленный в 1936 году.
Окончил школу тренеров при ГЦОЛИФК в 1955 году.
Похоронен на Митинском кладбище Москвы.
Приз памяти Каракулова, установленный МГС спортобщества «Динамо», в 1989–2000 гг. разыгрывался на одном из этапов майской эстафеты на приз газеты «Вечерняя Москва».
В Лысьве проводится турнир по лёгкой атлетике имени Н. З. Каракулова. В 1996 г. по решению городской Думы одна из улиц Лысьвы названа в его честь.

## Спортивные достижения
|       | Бег на 100 м           | Бег на 100 м | Бег на 200 м | Бег на 200 м | Эстафета 4×100 м    | Эстафета 4×100 м                                                |
| Место | Результат              | Место        | Результат    | Место        | Результат (команда) |                                                                 |
| ----- | ---------------------- | ------------ | ------------ | ------------ | ------------------- | --------------------------------------------------------------- |
| 1946  | 3-е место в полуфинале | 10,7         | чемпион      | 21,6         | —                   | —                                                               |
| 1950  | 4-е место в полуфинале | 11,1         | —            | —            | чемпион             | 41,5 — сборная: В. Сухарев, Л. Каляев, Л. Санадзе, Н. Каракулов |

|       | Бег на 100 м | Бег на 100 м | Бег на 200 м | Бег на 200 м  | Эстафета 4×100 м    | Эстафета 4×100 м  |
| Место | Результат    | Место        | Результат    | Место         | Результат (команда) |                   |
| ----- | ------------ | ------------ | ------------ | ------------- | ------------------- | ----------------- |
| 1943  | чемпион      | 10,9         | чемпион      | 23,1          |                     |                   |
| 1944  | чемпион      | 10,8         | чемпион      | 22,0          |                     |                   |
| 1945  | чемпион      | 10,8         | 2-е место    | 21,9          | чемпион             | 42,7 (сб. Москвы) |
| 1946  | чемпион      | 11,0         | чемпион      | 21,6 — Р СССР | чемпион             | 43,2 (сб. Москвы) |
| 1947  | чемпион      | 10,8         | чемпион      | 22,1          | чемпион             | 42,6 (сб. Москвы) |
| 1948  | чемпион      | 10,6         | чемпион      | 21,7          |                     |                   |
| 1949  | чемпион      | 10,6         | чемпион      | 21,7          | чемпион             | 42,0 (сб. Москвы) |
| 1950  | 4-е место    |              | 2-е место    | 21,8          |                     |                   |

Рекорды СССР
```
бег на 100 м       10,4              9.07.1948   
Москва
```

```
бег на 200 м       
21,6
[
~ 1
]
         24.08.1946   
Осло
, ЧЕ

                   21,6             12.09.1946   
Днепропетровск
, чемпионат СССР
```

Примечания
1. ↑  Неофициальный рекорд — в то время результаты, показанные за границей, не могли быть зафиксированы в качестве официальных рекордов СССР.

## Награды
- орден Трудового Красного Знамени (27.04.1957) — «за успехи, достигнутые в деле развития массового физкультурного движения в стране, повышения мастерства советских спортсменов, и успешное выступление на международных соревнованиях»